# Epaleura salaria
Epaleura salaria är en fjärilsart som beskrevs av Edward Meyrick 1917. Epaleura salaria ingår i släktet Epaleura och familjen säckspinnare. Inga underarter finns listade i Catalogue of Life.